# Miribel-les-Échelles
Miribel-les-Échelles ist eine französische Gemeinde mit 1.897 Einwohnern (Stand: 1. Januar 2022) im Département Isère in der Region Auvergne-Rhône-Alpes. Sie gehört zum Arrondissement Grenoble und zum Kanton Chartreuse-Guiers. Die Einwohner werden Miribelain(ne)s genannt.

## Geographie
Die Gemeinde Miribel-les-Échelles liegt an der Grenze zum Département Savoie, rund 26 Kilometer nördlich von Grenoble und 28 Kilometer südwestlich von Chambéry im Chartreuse-Gebirge. Am nordöstlichen Gemeinderand fließt der Guiers entlang. Umgeben wird Miribel-les-Échelles von den Nachbargemeinden Saint-Béron im Norden, Saint-Franc im Nordosten, Les Échelles im Nordosten und Osten, Entre-deux-Guiers im Osten, Saint-Laurent-du-Pont im Südosten, Saint-Joseph-de-Rivière im Süden, Saint-Aupre im Südwesten, Merlas im Westen sowie Voissant im Nordwesten. Das Gemeindegebiet liegt im Regionalen Naturpark Chartreuse.

## Bevölkerungsentwicklung
| Jahr                       | 1962 | 1968 | 1975 | 1982 | 1990 | 1999 | 2006 | 2012 | 2021 |
| Einwohner                  | 1218 | 1209 | 1245 | 1442 | 1607 | 1708 | 1733 | 1740 | 1888 |
| Quellen: Cassini und INSEE |      |      |      |      |      |      |      |      |      |

## Sehenswürdigkeiten
- Kirche Saint-Maurice, Ende des 19. Jahrhunderts erbaut
- Kapelle Saint-Roch aus dem Jahr 1631
- Kapelle Notre-Dame, Teil einer 1595 zerstörten Schlossanlage
- Die sogenannten Druidensteine
- Brücke

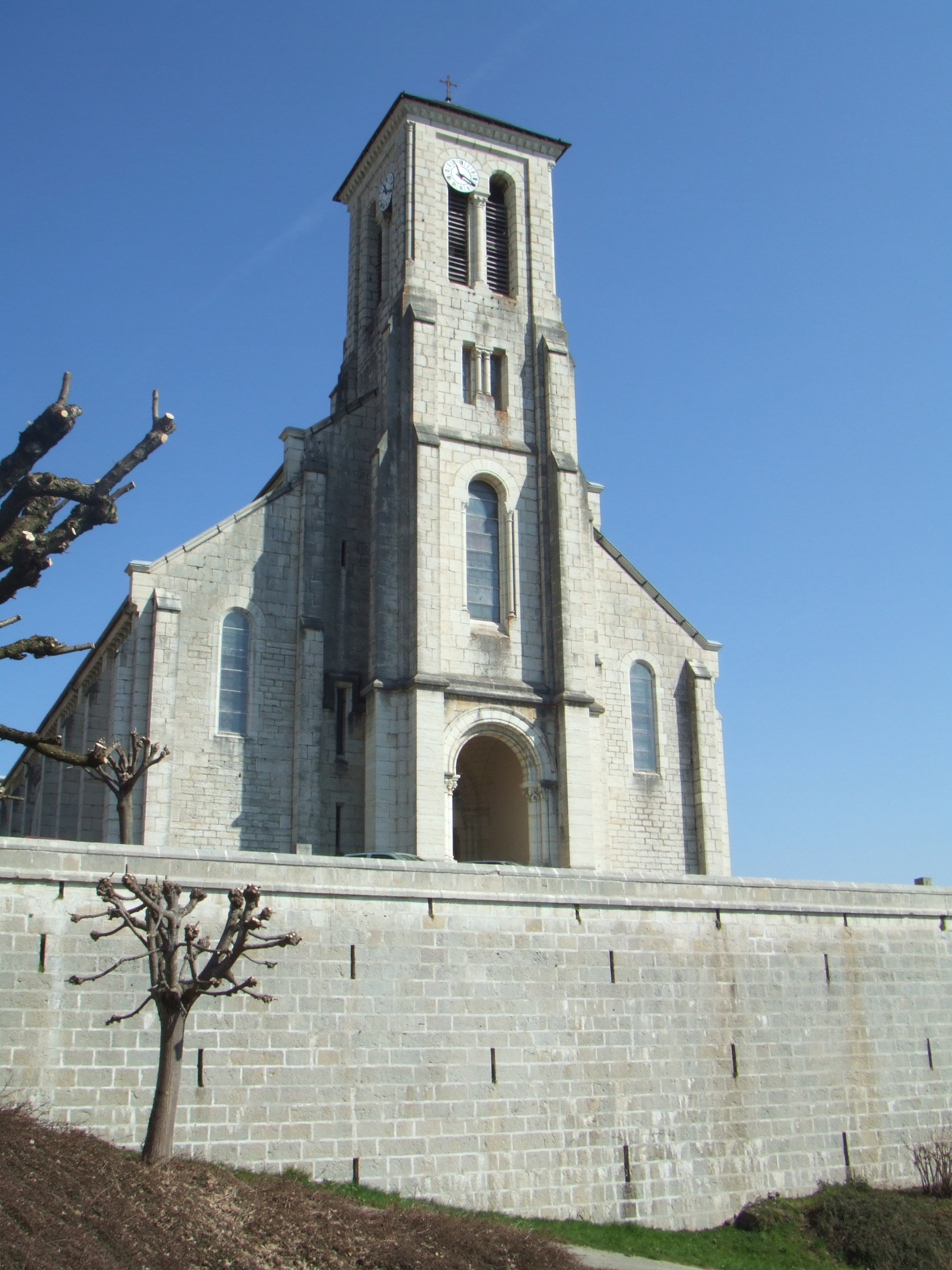
Kirche Saint-Maurice

## Persönlichkeiten
- Henry Le Chatelier (1850–1936), Chemiker